# Solca
Solca (německy Solza, v roce 1880 uváděna jako Solče) byla vesnice u Karviné, která zanikla kvůli těžbě uhlí. V minulosti zde byla vyvařována sůl určená k prodeji. V roce 1900 měla 70 domů a 1 002 obyvatel. Podle vesnice je pojmenován zámek Solca (též Nový zámek v Karviné). V 50. a 60. letech 20. století se Solca postupně vylidnila, neboť byla ohrožena poddolováním. V roce 1953 byl zbořen starý zámek z roku 1873, později také rodinný kostel v parku a 12. 10. 1960 i kostel sv. Jindřicha. Území bylo zaplaveno a dnes se na místě Solcy nachází odkaliště Pilňok.